# Hippolyte Brun
Hippolyte Brun, né le 28 juin 1922 à Montpellier et mort le 10 octobre 2002 à Vierzon, est un footballeur français. Il était attaquant.